# Castel Fornace
Il castel Fornace (o castello Roccabruna) è un castello medioevale che si trova nel paese di Fornace in provincia di Trento.

## Storia
Probabilmente la collina sulla quale sorge il castello era già stata fortificata in epoca longobarda, vista la sua posizione strategica sulla strada che collega Trento alla Valsugana. I primi documenti storici che lo riguardano risalgono però al 1191 e al 1198 e lo citano come torre di Fornace, dimostrando una sua origine come torre fortificata al pari di altri siti in Trentino. Proprietario del castello era un certo Orlandino che si fregiava già del titolo di signore di Roccabruna.
Nel 1424 il principe vescovo di Trento investe Cristoforo e Antonio di Roccabruna del castello di Fornace. Un loro discendente, Giacomo di Roccabruna, nel 1468 ne inizia una prima ristrutturazione. Due suoi pronipoti Gerolamo, canonico di Trento e Bressanone e Giacomo, capitano di castel Selva, iniziano a partire dal 1565 una seconda e più completa ristrutturazione che durerà molti anni e gli conferirà l'aspetto attuale. L'intera sommità fortificata della collina viene coinvolta nel progetto: dapprima è ricostruito il mastio del castello da parte del mastro muratore Antonio Melotto per 613 ragnesi. In seguito, l'architetto Giovanni Antonio di Laino di Telvi ristruttura il palazzo residenziale, creando il cortile interno con il portico in forme rinascimentali.
Il castello passò poi ai nobili Gaudenti e quindi ai conti Giovanelli che lo vendettero al comune nel 1853. Proprio in questo periodo parte del castello fu demolito per far posto alla nuova chiesa parrocchiale.
Nel 1989 è iniziata un'opera di restauro e recupero del castello che lo ha portato nel 1992 a diventare la sede del municipio di Fornace.
Oggi il castello è visitabile su richiesta.